# Oakland
Oakland – miasto w Stanach Zjednoczonych, w środkowo-zachodniej Kalifornii, ośrodek administracyjny hrabstwa Alameda, położone na wschodnim brzegu zatoki San Francisco, naprzeciw miasta San Francisco. W 2020 roku miasto liczyło 440 646 mieszkańców. Główny ośrodek zespołu miejskiego Oakland–Berkeley–Livermore, zamieszkanego przez 2 848 280 osób (2020), wchodzącego w skład większego obszaru metropolitalnego San Francisco Bay Area. 
Miasto założone zostało w 1852 roku. Oakland jest ośrodkiem transportowym, przemysłowym oraz usługowym. W mieście rozwinął się przemysł środków transportu, spożywczy, metalowy, maszynowy, chemiczny oraz elektrotechniczny. Port w Oakland jest jednym z największych pod względem wielkości przeładunku portów towarowych w Stanach Zjednoczonych (w 2020 roku ósmym co do wielkości w kraju, a trzecim w Kalifornii). Znajduje się tu międzynarodowy port lotniczy.
W badaniu z 2022 roku znalazło się na ósmym miejscu, w rankingu najbardziej niebezpiecznych miast w Stanach Zjednoczonych. 
W Oakland urodził się Robb Flynn z Machine Head; mieszkają tam wokalista i gitarzysta Billie Joe Armstrong i basista Mike Dirnt (obaj z zespołu Green Day). W miejscowości kariery rozpoczęli raperzy G-Eazy, Todd Anthony Shaw (znany jako Too Short) oraz Keak da Sneak, a także MC Hammer.
W Oakland swoją siedzibę miał klub NBA Golden State Warriors.

## Miasta partnerskie
- Dalian, Chińska Republika Ludowa
- Fukuoka, Japonia
- Nachodka, Rosja
- Ocho Rios, Jamajka
- Sekondi-Takoradi, Ghana
- Santiago de Cuba, Kuba
- Agadir, Maroko
- Ułan Bator, Mongolia
- Auckland, Nowa Zelandia
- Đà Nẵng, Wietnam
- Funchal, Portugalia
- Bahyr Dar, Etiopia
- Livorno, Włochy

## Galeria

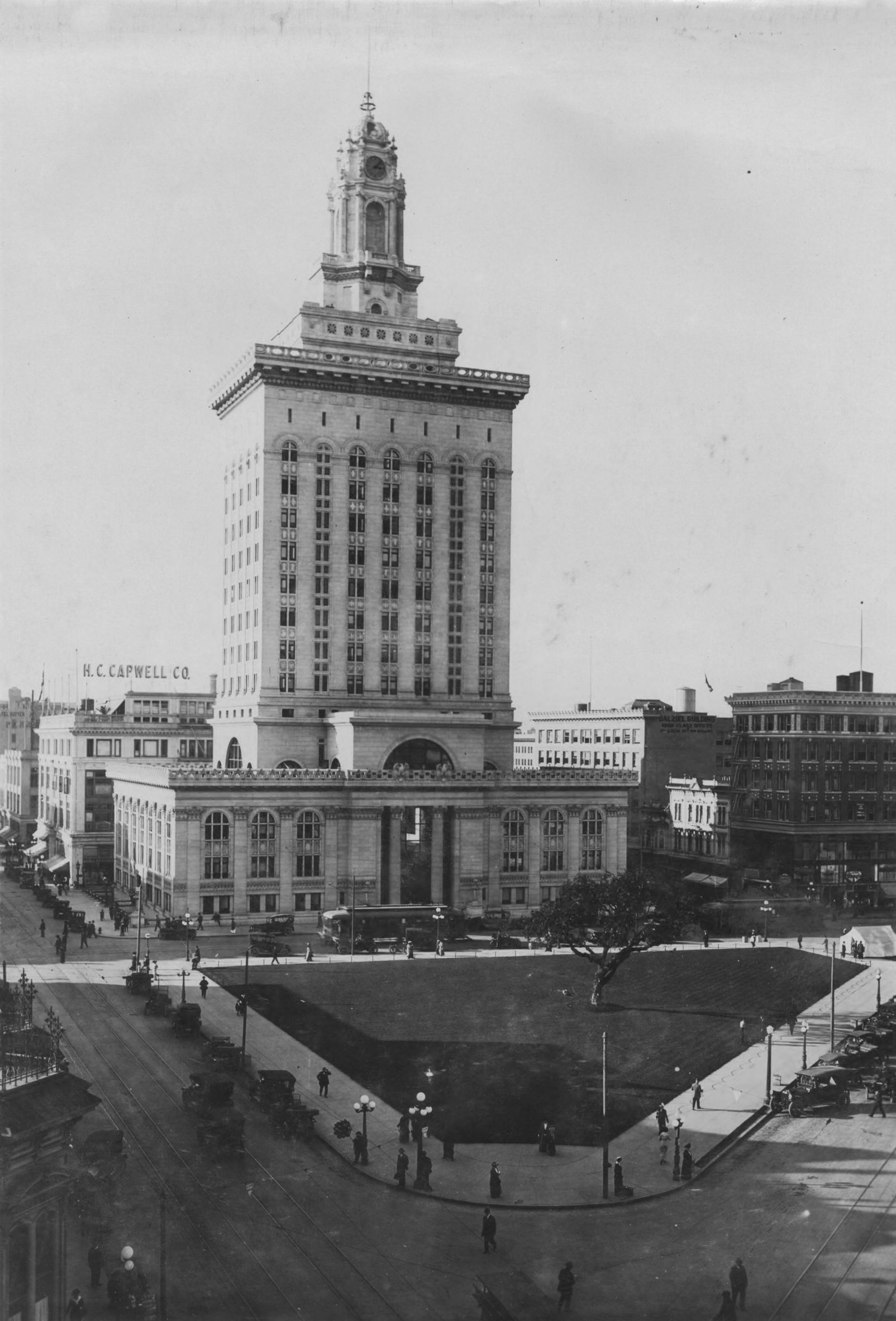
Ratusz miasta Oakland i plac centralny (1917)
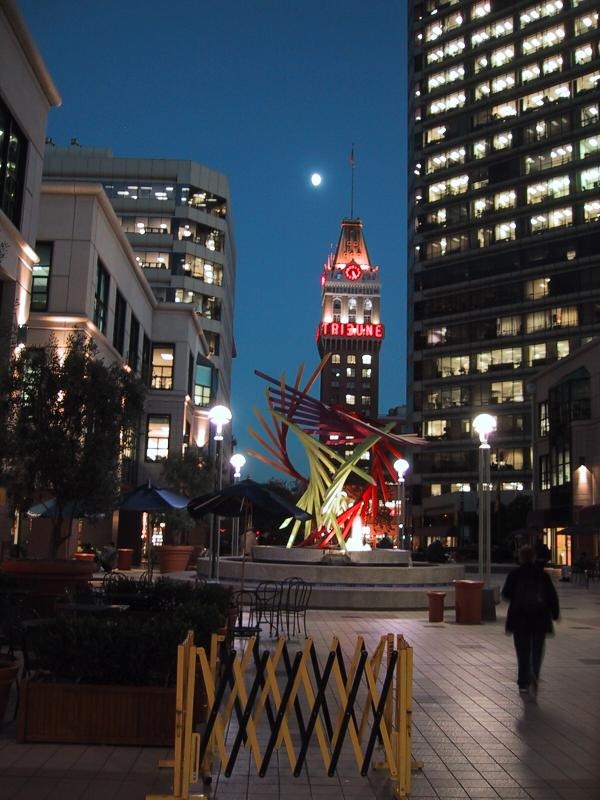
Oakland nocą
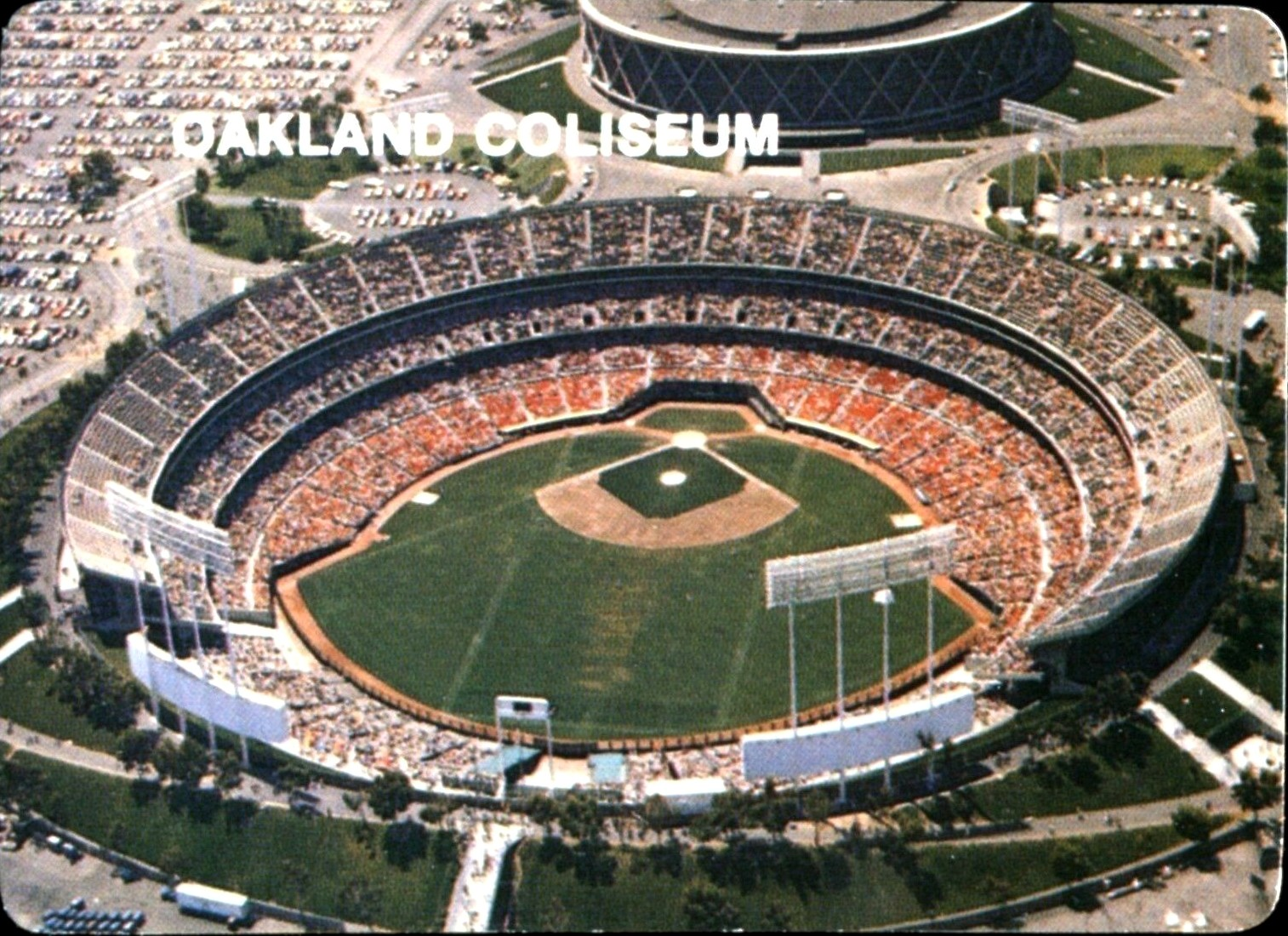
Stadion Oakland Coliseum
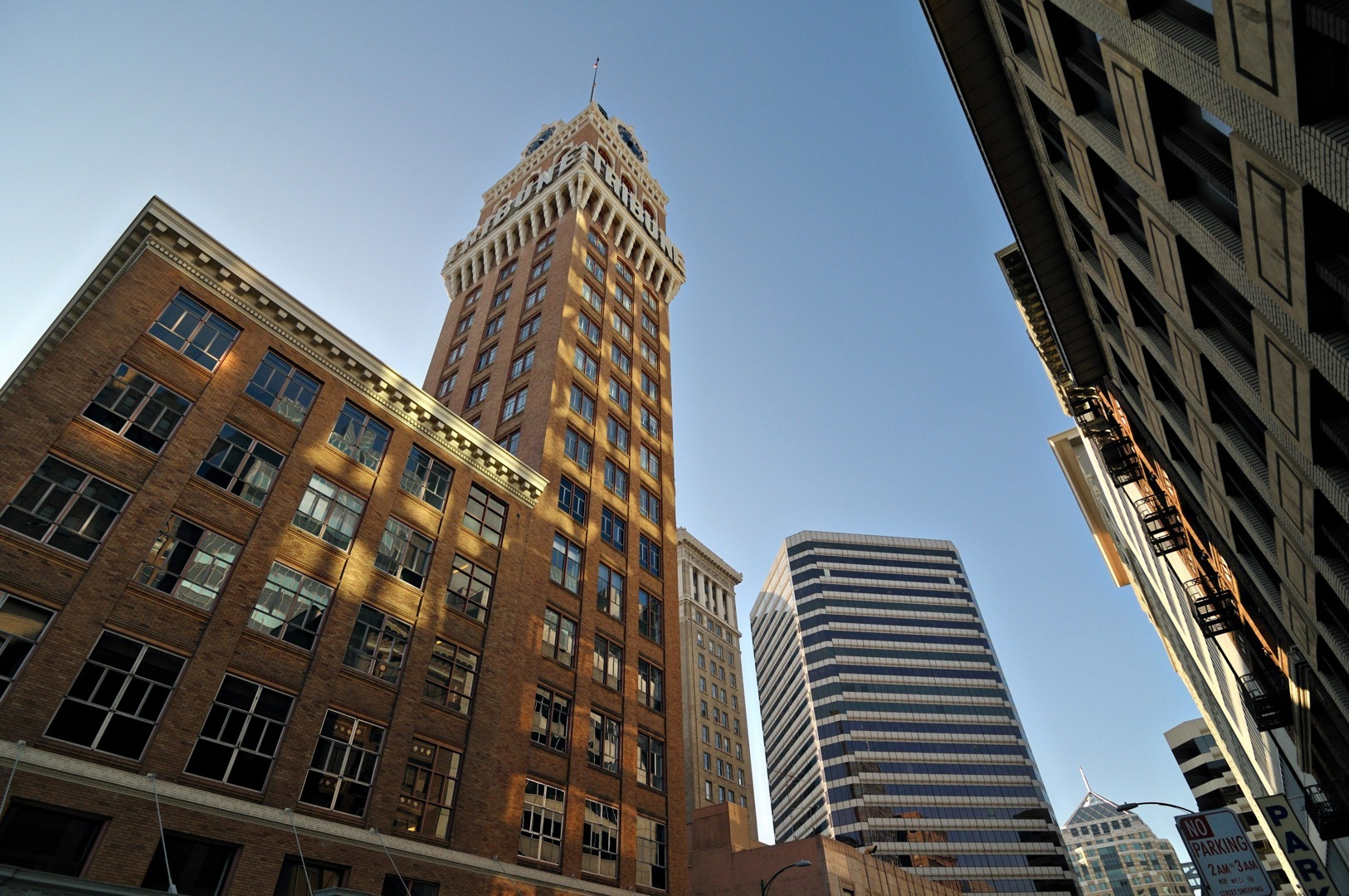
Wieżowiec Tribune Tower widoczny z ulic 13. i Franklin
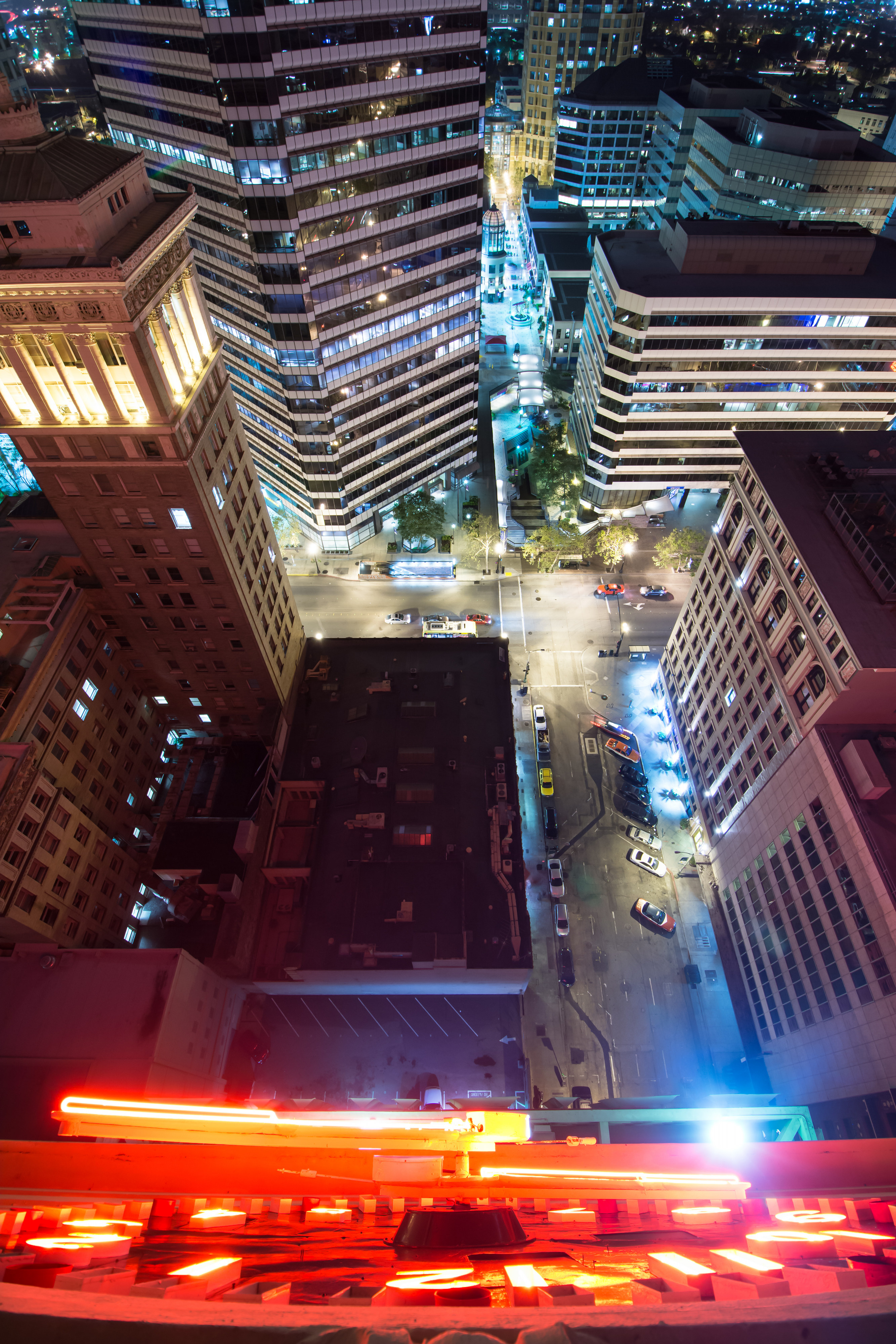
Widok z budynku Tribune Tower
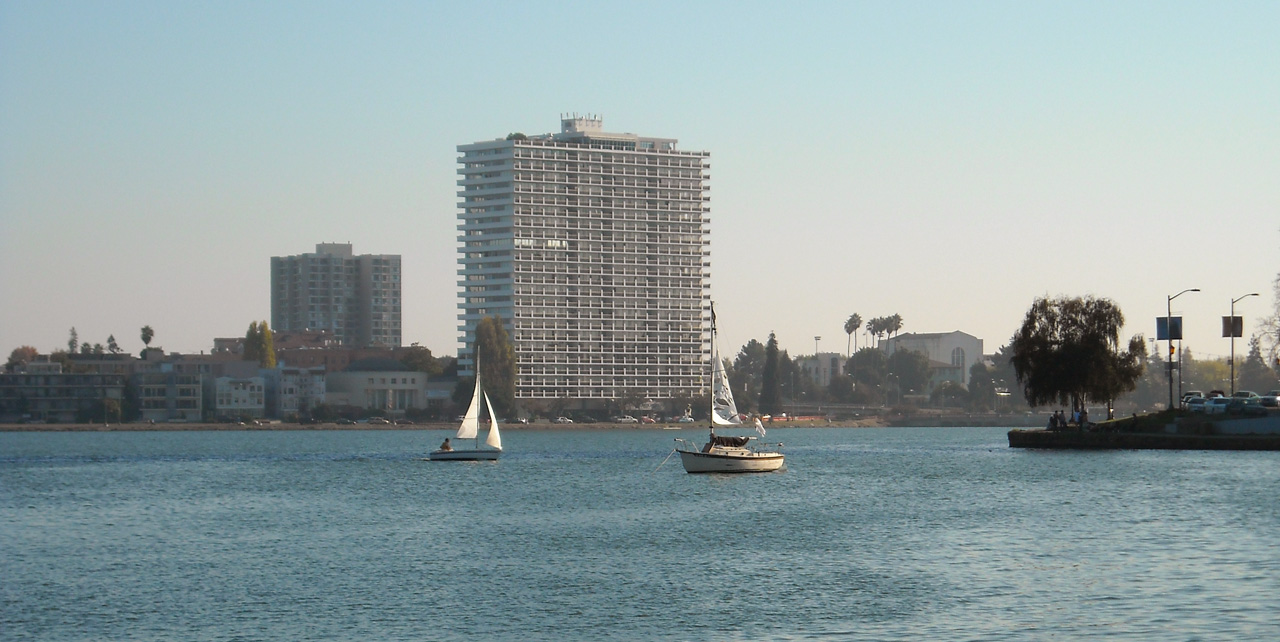
Jezioro Merritt
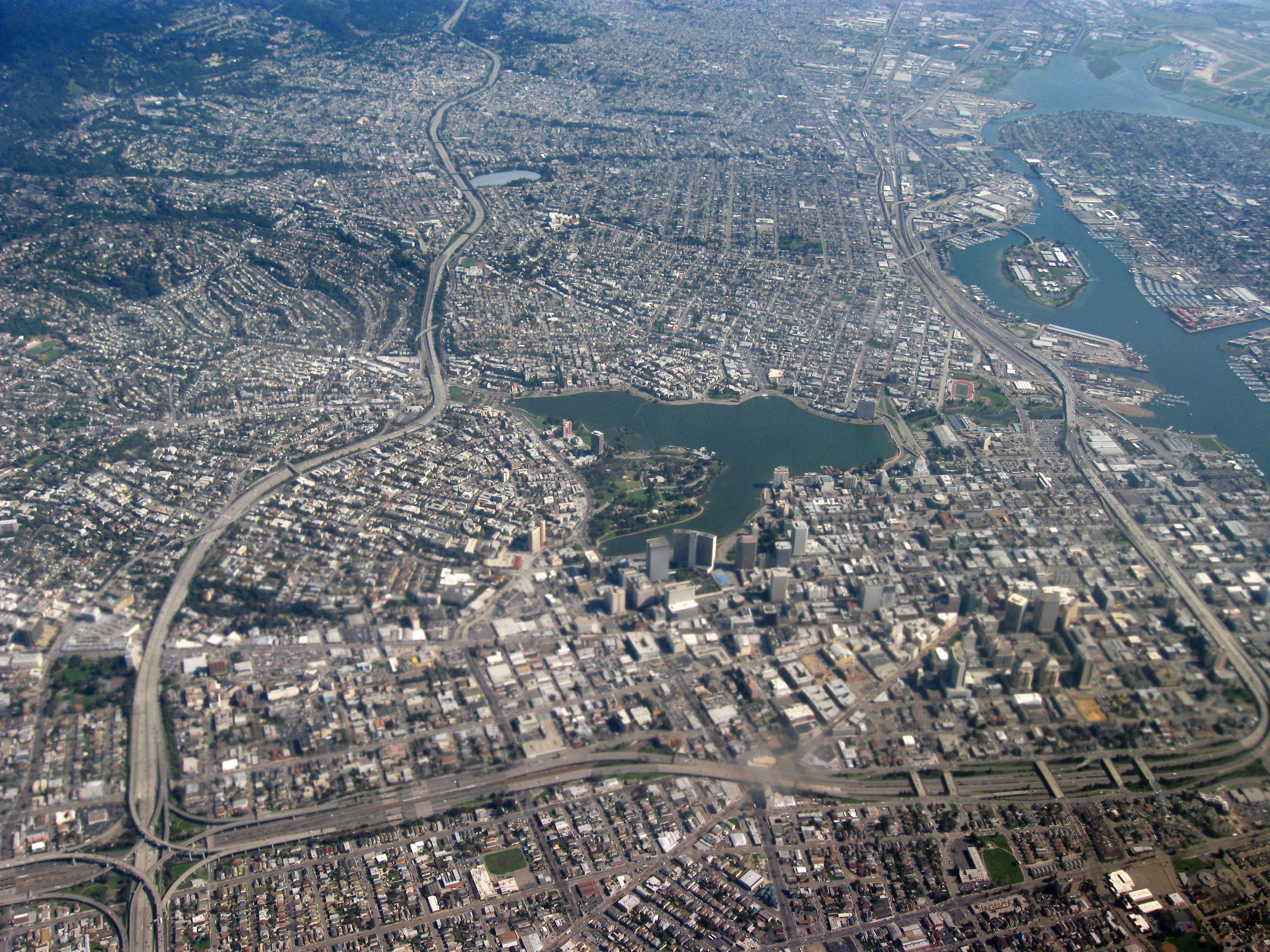
Widok na miasto z lotu ptaka
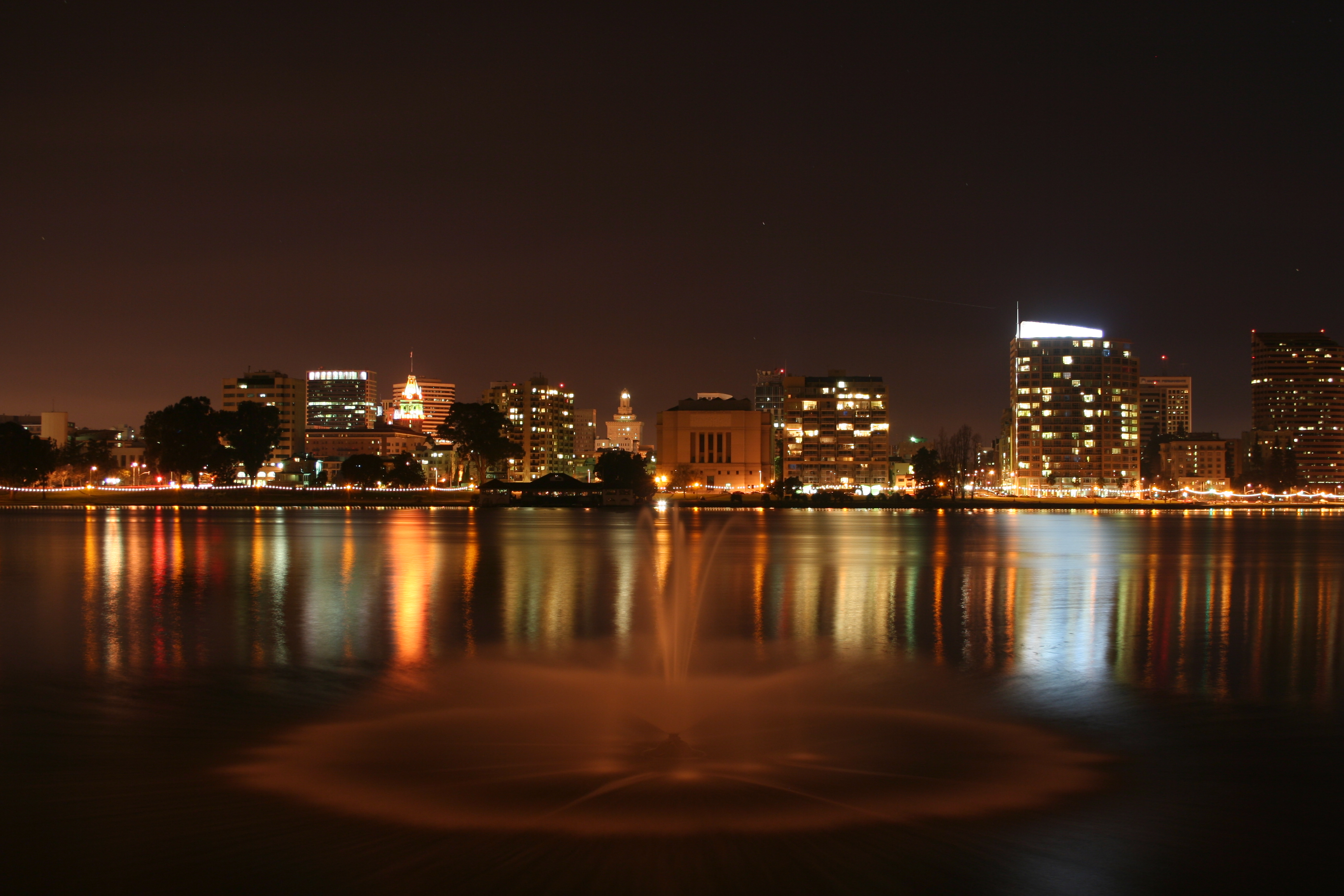
Oakland nocą
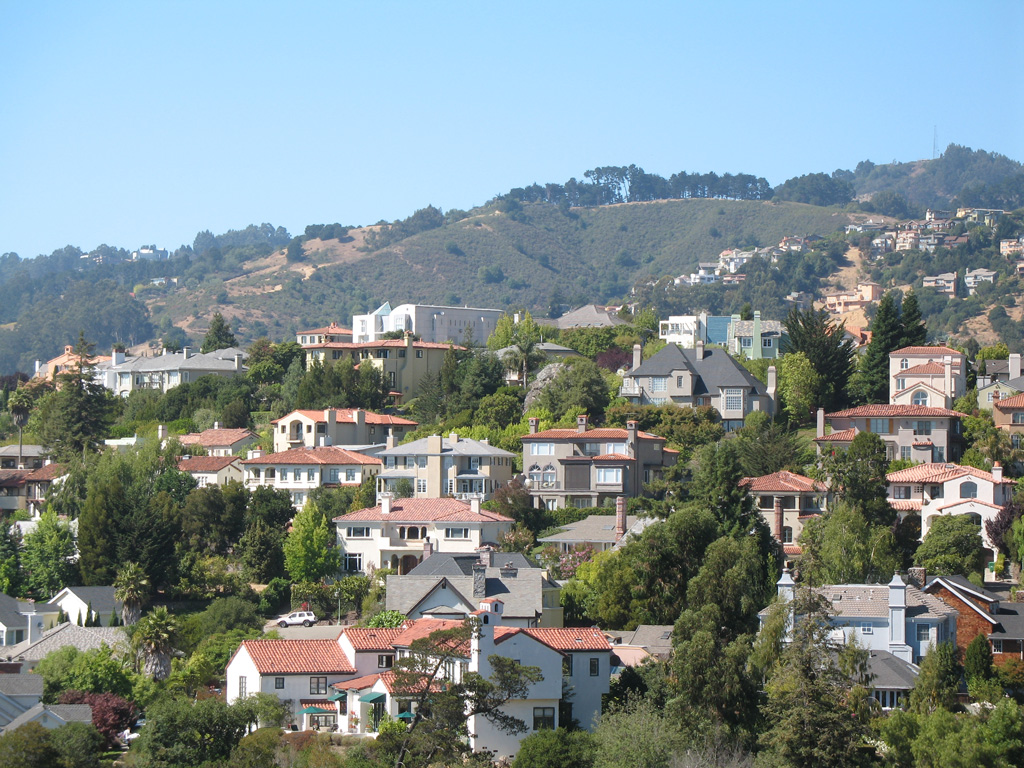
Upper Rockridge